# Copa d'Or de la CONCACAF de 1996
La Copa d'Or de la CONCACAF 1996 va ser la tercera edició de la Copa d'Or de la CONCACAF, el torneig més important de la CONCACAF, es va realitzar del 10 al 21 de gener de 1996 als Estats Units. La novetat d'aquesta edició va ser la invitació del Brasil (que va participar amb el seu equip sub-23), augmentant a 9 els equips participants. Es van formar 3 grups de 3 equips, classificant-se per les semifinals els primers de cada grup més el millor segon.

## Participants
- Estats Units
- Hondures
- Mèxic
- Canadà
- Guatemala
- Trinitat i Tobago
- El Salvador
- Saint Vincent i les Grenadines
- Brasil (convidat)

## Primera fase

### Grup A
| Equip                          | Pts | PJ | PG | PE | PP | GF | GC | DG |
| ------------------------------ | --- | -- | -- | -- | -- | -- | -- | -- |
| Mèxic                          | 6   | 2  | 2  | 0  | 0  | 6  | 0  | +6 |
| Guatemala                      | 3   | 2  | 1  | 0  | 1  | 3  | 1  | +2 |
| Saint Vincent i les Grenadines | 0   | 2  | 0  | 0  | 2  | 0  | 8  | –8 |

| Mèxic                                                | 5–0 | Saint Vincent i les Grenadines |
| ---------------------------------------------------- | --- | ------------------------------ |
| L. García 29', 37' · Peláez 70', 90' · A. García 80' |     |                                |

| Mèxic    | 1–0 | Guatemala |
| -------- | --- | --------- |
| Rizo 89' |     |           |

| Guatemala                             | 3–0 | Saint Vincent i les Grenadines |
| ------------------------------------- | --- | ------------------------------ |
| Funes 28' · Westphal 42' · Machón 45' |     |                                |

### Grup B
| Equip    | Pts | PJ | PG | PE | PP | GF | GC | DG |
| -------- | --- | -- | -- | -- | -- | -- | -- | -- |
| Brasil   | 6   | 2  | 2  | 0  | 0  | 9  | 1  | +8 |
| Canadà   | 3   | 2  | 1  | 0  | 1  | 4  | 5  | –1 |
| Hondures | 0   | 2  | 0  | 0  | 2  | 1  | 8  | –7 |

| Canadà                         | 3–1 | Hondures   |
| ------------------------------ | --- | ---------- |
| Corazzin 7' · Holness 27', 60' |     | Carson 40' |

| Brasil                                                    | 4–1 | Canadà        |
| --------------------------------------------------------- | --- | ------------- |
| André Luis 3' · Caio 7' · Sávio 14' · Leandro Machado 86' |     | Radzinski 66' |

| Brasil                                      | 5–0 | Hondures |
| ------------------------------------------- | --- | -------- |
| Caio 9', 81' · Jamelli 31', 61' · Sávio 80' |     |          |

### Grup C
| Equip             | Pts | PJ | PG | PE | PP | GF | GC | DG |
| ----------------- | --- | -- | -- | -- | -- | -- | -- | -- |
| Estats Units      | 6   | 2  | 2  | 0  | 0  | 5  | 2  | +3 |
| El Salvador       | 3   | 2  | 1  | 0  | 1  | 3  | 4  | –1 |
| Trinitat i Tobago | 0   | 2  | 0  | 0  | 2  | 4  | 6  | –2 |

| El Salvador                              | 3–2 | Trinitat i Tobago |
| ---------------------------------------- | --- | ----------------- |
| Díaz Arce 34', 72' (pen.) · Cerritos 50' |     | Latapy 59', 64'   |

| Estats Units                 | 3–2 | Trinitat i Tobago |
| ---------------------------- | --- | ----------------- |
| Wynalda 15', 34' · Moore 53' |     | Dwarika 6', 43'   |

| Estats Units             | 2–0 | El Salvador |
| ------------------------ | --- | ----------- |
| Wynalda 64' · Balboa 75' |     |             |

## Segona Fase

### Quadre
|  | Semifinals               | Semifinals               |   |                          | Final                    | Final |
|  |                          |                          |   |                          |                          |       |
|  | 18 de gener, Los Angeles |                          |   |                          |                          |       |
|  | Estats Units             | 0                        |   |                          |                          |       |
|  | Brasil                   | 1                        |   |                          |                          |       |
|  |                          |                          |   |                          |                          |       |
|  |                          |                          |   |                          | 21 de gener, Los Angeles |       |
|  |                          |                          |   |                          | Brasil                   | 0     |
|  |                          | Mèxic                    | 2 |                          |                          |       |
|  |                          |                          |   |                          |                          |       |
|  |                          |                          |   |                          |                          |       |
|  |                          |                          |   |                          | Tercer lloc              |       |
|  | 19 de gener, Los Angeles | 19 de gener, Los Angeles |   | 21 de gener, Los Angeles | 21 de gener, Los Angeles |       |
|  | Mèxic                    | 1                        |   | Estats Units             | 3                        |       |
|  | Guatemala                | 0                        |   |                          | Guatemala                | 0     |

### Semifinals
| Estats Units | 0–1 | Brasil          |
| ------------ | --- | --------------- |
|              |     | Balboa 79' (pp) |

| Mèxic      | 1–0 | Guatemala |
| ---------- | --- | --------- |
| Blanco 64' |     |           |

### Partit pel tercer lloc
| Estats Units                           | 3–0 | Guatemala |
| -------------------------------------- | --- | --------- |
| Wynalda 34' · Agoos 37' · Kirovski 87' |     |           |

### Final
| Mèxic                        | 2–0 | Brasil |
| ---------------------------- | --- | ------ |
| Luis García 54' · Blanco 75' |     |        |

| Copa d'Or de la CONCACAF de 1996 |
| -------------------------------- |
| · Mèxic · Cinqué títol           |

## Golejadors
4 gols
- Eric Wynalda

3 gols
- Caio
- Sávio
- Luis García